# موجودیت (فیلم ۲۰۱۵)
موجودیت (به انگلیسی: Entity) یک فیلم سینمایی ترسناک فراطبیعی محصول سال ۲۰۱۵ کشور پرو است که توسط ادواردو شولت کارگردانی شده‌است. این فیلم در ۲۲ ژانویه ۲۰۱۵ به صورت فیلم سه‌بعدی در پرو اکران شد. این فیلم به عنوان اولین فیلم ترسناک سه بعدی پرو معرفی شده و براساس داستانهای واقعی ساخته شده‌است.

## خلاصه داستان
گروهی از دانش آموزان که بر روی "فیلم‌های واکنشی " مطالعه می‌کنند به دنبال یک فیلم قدیمی می‌گردند که فقط در اتاق بایگانی یک گورستان موجود …